# Viktor Palivec
Viktor Palivec (23. prosince 1908, Příbram – 30. prosince 1989, Praha) byl básník, heraldik, knihovník a bibliograf. Publikoval řadu vlastivědných prací, ve kterých se zabývá Berounskem a rodným Příbramskem.